# 东辽国
東遼（1213年－1269年），又稱東契丹、後遼，是金宣宗时期契丹人以今中国東北部为中心建立的君主制政权。

## 名稱
魏源《元史新編》以「東遼」和「東契丹」稱呼耶律留哥政權，耶律廝不等人皆附錄該政權之中；柳成棟《「豬兒年『副統之印』」考略》以「後遼」稱呼耶律留哥政權，耶律廝不等人皆同屬該政權之中。

## 歷史

### 建國
金崇慶元年（1212年），辽朝宗室耶律留哥、耶律耶的在隆安（今吉林省农安县）、韓州（吉林省梨树县）一带起軍叛乱，数月聚合十数万人。受到蒙古帝国的庇護，与金朝分庭抗礼。金派完顔胡沙、蒲鮮万奴討伐耶律留哥，耶律留哥向蒙古救援，在蒙古軍支援下，耶律留哥在迪吉脑儿（今辽宁省昌图县）擊破金兵。
天統元年（1213年）三月，耶律留哥称王，定国号为遼，改元元統，史称東遼。耶律留哥以姚里氏为皇后、弟耶律厮不为郡王，坡沙、僧家奴、耶律的、李家奴等为丞相、元帥、尚書，建立国家体制。天統二年（1214年），金再度派蒲鮮万奴率軍侵入東遼，東遼在归仁县（今遼寧省昌图县）北河擊破蒲鮮万奴，耶律留哥占据辽东州郡，定都咸平（今辽宁省开原市），称中京。
東遼國內制度因缺乏文献資料，大部分不明晰。天統元年（1213年），建国时，有皇后、郡王、丞相、元帥、尚書官職名出現，说明它是模仿金朝的国家制度，不过这仅仅是推測。

### 耶律廝不奪權
天統三年（1215年），耶律留哥攻占了金东京（今辽阳市），不久众人劝留哥称帝，留哥拒绝。耶律留哥投靠了成吉思汗，成吉思汗仍封他为辽王。成吉思汗不满耶律留哥的副手可特哥娶了蒲鲜万奴之妻，打算向可特哥问罪，可特哥惧，与耶律厮不等人宣布留哥已死，举兵背叛。天威元年（1216年），耶律厮不在澄州（今辽宁省海城市）自立為皇帝，国号仍為辽，年号天威。在位僅70餘天，耶律厮不被其下所杀，丞相耶律乞奴监国。金朝派兵来攻，耶律乞奴战败，东渡鸭绿江，被耶律金山所杀。耶律金山在高丽国境内自称大辽收国王，年号天德（一作天成）。高丽国王王皞派金就砺在延州将耶律金山击败。耶律金山转至高丽西京平壤，渡大同江。天德二年（1217年），被部下耶律统古与杀害。统古与又被耶律喊舍所杀。元太祖十三年（1218年），耶律留哥在蒙古和高麗的支援下攻击耶律喊舍。元太祖十四年（1219年）春，辽王耶律喊舍兵败自杀。耶律留哥恢复旧地。

### 政权後期
元太祖十五年（1220年），耶律留哥死後，其妻姚里氏統治辽东。東遼政权一直到元太宗五年（1233年），由于蒲鮮万奴的东夏灭亡，才被蒙古取消。不过，耶律留哥的后代依然是蒙古帝国经略东北的世袭地方官。

## 君主列表
| 姓名       | 年號 | 在位時間       |
| ---------- | ---- | -------------- |
| 耶律留哥   | 天统 | 1213年－1220年 |
| 耶律厮不   | 天威 | 1216年         |
| 耶律乞奴   |      | 1216年         |
| 耶律金山   | 天德 | 1216年－1217年 |
| 耶律统古与 |      | 1217年－1218年 |
| 耶律喊舍   |      | 1218年－1219年 |
| 姚里氏     |      | 1220年－1226年 |
| 耶律薛阇   |      | 1226年－1238年 |
| 耶律收国奴 |      | 1238年－1259年 |
| 耶律古乃   |      | 1259年－1269年 |